# Ibrahima N'Diaye (handibasket)
Pour les articles homonymes, voir Ibrahima N'Diaye et Ndiaye.
Ibrahima Ndiaye, né le 17 octobre 1986 à Dakar (Sénégal), est un joueur sénégalais de handibasket. Il vit actuellement à Lannion (région Bretagne, France) et fait partie de l'équipe du CTH Lannion. Il a fait partie de l'équipe nationale du Sénégal pendant deux saisons, de 2005 à 2007.

## Carrière sportive
- 2003-2005 : Ndiaye commence le handibasket avec l'équipe de Thiès (Sénégal).
- 2005-2007 : équipe Handistar de Grand Dakar et équipe nationale du Sénégal.
- 2007-2008 : arrivée en France avec l'équipe de Caen.
- 2008-2010 : Le Havre, équipe Handistar Grand Havre.
- 2010-2017 : Thonon Basket Handisport.
- 2017-2018 : Hyères Handi Club
- 2018-2019 : HSB Marseille
- 2019-2020 : Léopards de Guyenne (Bordeaux)
- 2020-2021 : CTH Lannion[1]